# Morro Agudo de Goiás
Morro Agudo de Goiás é um município brasileiro do estado de Goiás. Situado na região do Vale do São Patrício. É também conhecido como Cruzelândia, esse nome Morro Agudo foi dado por referencia ao morro se encontra na região, que tem aproximadamente 1000 metros de altura. Na cidade além do morro tem duas corredeiras que se encontram no rio Olhos D'água e que são muito visitadas.

## Geografia
Sua população estimada pelo IBGE em 2009 era de 2.379 habitantes e em 2010 de 2.356.